# ديفيد فويجت
ديفيد جون فويجت من مواليد 1944 هو فنان أسترالي فاز بجائزة بليك في عامي 1976 و1981 وجائزة وين في عام 1981